# Ернст Нойферт
Ернст Нойферт (на немски: Ernst Neufert) е германски архитект, един от близките сътрудници на Валтер Гропиус. Автор е на широко използвания и до днес архитектурен наръчник „Архитектурно проектиране“.

## Биография
Нойферт е роден на 15 март 1900 година във Фрайбург, Саксония-Анхалт, Германия. През 1917 година започва да учи в строителното училище във Ваймар, а две години по-късно става един от първите студенти на Валтер Гропиус в Баухаус. През следващите години той е сред активните сътрудници на Гропиус и започва сам да преподава, но през 1933 година е принуден да се откаже от преподавателската дейност при закриването на Баухаус под натиска на националсоциалистите.
През 1934 година Ернст Нойферт постъпва на работа във фабрика за стъкло, като същевременно започва да подготвя свой архитектурен наръчник. Първото издание на „Архитектурно проектиране“ („Bauentwurfslehre“) е публикувано през 1936 година и бързият му успех, не само в Германия, но и в други страни, включително в Съединените щати, мотивира Нойферт да продължи до края на живота си работата по нови разширени и подобрени издания.
През 1939 година Алберт Шпеер възлага на Нойферт работата по типизиране на строителни системи за промишленото строителство. След Втората световна война е професор в Дармщатския технически университет. През 1953 година открива, заедно със сина си Петер Нойферт, собствено архитектурно бюро „Нойферт и Нойферт“, което реализира множество проекти, голяма част в промишленото строителство.
Умира на 23 февруари 1986 година в къщата си в Бюньо сюр Рол, Швейцария, на 85-годишна възраст.

## Галерия
- „Абеанум“ в Йена (1929-1930)
- Къща „Ернст Нойферт“ в Дармщад (1952-1955)
- Университетска кула в Дортмунд
- Универсален магазин „Quelle“ в Нюрнберг (1954-1967)

## За него
- Neufert, Ernst, Neufert, Peter, Baiche, Bousmaha. Architects' Data. 3rd.   Wiley-Blackwell, 2002. ISBN 978-0-632-05771-9.
- Ernst Neufert. Normierte Baukultur im 20. Jahrhundert.   Frankfurt am Main, Campus Verlag, 1999. ISBN 3-593-36256-2.